# Pentaspinula calcara
Pentaspinula calcara är en insektsart som beskrevs av Yin, X.-c. 1982. Pentaspinula calcara ingår i släktet Pentaspinula och familjen Eumastacidae. Inga underarter finns listade i Catalogue of Life.